# Sun Daolin
Sun Daolin (en chino tradicional, 孫道臨; en chino simplificado, 孙道临; pinyin, Sūn Dàolín; Pekín, 18 de diciembre de 1921 - Shanghái, 28 de diciembre de 2007) fue un actor y director de cine chino. A lo largo de su carrera apareció en más de cien películas y obras de teatro y realizó doblajes para una docena de películas extranjeras.

## Biografía
Sun Daolin nació en Pekín el 18 de noviembre de 1921. Su nombre de nacimiento fue Sun Yiliang (孙以亮) y nació en el seno de una familia de cuatro hijos. Su padre, Sun Wenyao (孫文耀), se formó como ingeniero ferroviario en Bruselas (Bélgica). Su madre Fan Nianhua (范念华) y su padre eran originarios del condado de Jiashan en Zhejiang. Él junto con todos sus hermanos aprendieron a hablar inglés desde la escuela primaria. Asistió a la Universidad de Yenching, pero sus estudios de filosofía quedaron interrumpidos por el estallido de la segunda guerra sino-japonesa. Durante la guerra participó activamente en actividades patrióticas, incluida la actuación teatral, y fue encarcelado brevemente por el régimen títere japonés. Después de la guerra, completó sus estudios y se licenció en filosofía en 1947.
Su carrera abarcó gran parte de la historia de la República Popular China. Uno de sus primeros papeles fue en Cuervos y gorriones (1949), del director Zheng Junli, una película muy polémica sobre la corrupción del gobierno nacionalista ambientada justo antes de su derrota en la guerra civil china. Después de 1949, continuó actuando, durante esta época cabe destacar su interpretación del hermano mayor en una adaptación de la novela de Ba Jin, La familia (1957).
En la década de 1980, comenzó a concentrar cada vez más en la dirección. En 1983, escribió, dirigió y protagonizó la película La tempestad (que tuvo una muy buena acogida), la película está basada en la obra homónima de Cao Yu. Su segunda película detrás de las cámaras fue La madrastra de 1992. Después de su semijubilación estuvo activo en campos como la poesía, canciones de Hamlet y Schubert y asistió a varios festivales de cine internacionales, hasta la década de 1990.
Sun murió en Shanghái el 28 de diciembre de 2007 a la edad de 86 años. A su sepelio, asistieron miles de personas para presentarle sus últimos respetos. Le sobrevivieron su esposa Wang Wenjuan, una actriz de ópera de Yuju y una hija, Sun Qingyuan (孫慶原), uno de sus nietos, Wang, es también actor, más conocido por su actuación en la película Sueño en el pabellón rojo basada en la novela homónima de Cao Xueqin .

## Filmografía parcial

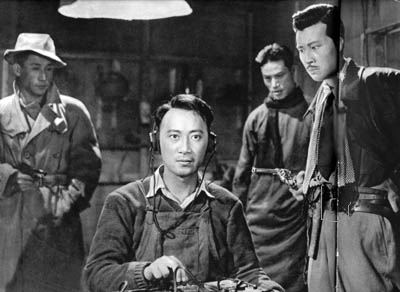
Sun Daolin (centro) en un fotograma de la película de 1958 La ola eterna

### Como actor
| Año            | Título traducido                    | Título original  | Papel          | Notas                                    |
| -------------- | ----------------------------------- | ---------------- | -------------- | ---------------------------------------- |
| 1949           | Cuervos y gorriones                 | 乌鸦与麻雀       | Hua Haozhi     |                                          |
| 1950           | Marcha de la Juventud Democrática   | 民主青年进行曲   |                |                                          |
| 1955           | Reconocimiento a través del Yangtsé | 渡江侦察记       | Li             | Basada en la vida de Xiong Zhaoren       |
| 1955           | Tormenta de la Isla Sur             | 南岛风云         | Han Chengguang |                                          |
| 1957           | La familia                          | 家               | Chueh-hsin     |                                          |
| 1957           | Ciudad sin noche                    | 不夜城           |                |                                          |
| 1958           | La ola eterna                       | 永不消失的电波   |                |                                          |
| 1961           | Una familia revolucionaria          | 革命家庭         |                |                                          |
| 1963           | Principios de primavera en febrero  | 早春二月         |                |                                          |
| 1977           | Primavera                           |                  |                | Celebra el fin de la Banda de los Cuatro |
| 1979           | Li Siguang                          | 李四光           |                |                                          |
| 1982           | Una partida de ajedrez inacabada    | 一盘没有下完的棋 |                | Parcialmente filmada en Japón            |
| 1983           | La tempestad                        | 雷雨             |                |                                          |
| (Fuente: IMDb) |                                     |                  |                |                                          |

### Como director
| Año  | Título                    | Título original | Notas |
| ---- | ------------------------- | --------------- | ----- |
| 1983 | La tempestad              | 雷雨            |       |
| 1986 | The Provisional President | 非常大总统      |       |
| 1992 | La madrastra              | 继母            |       |